# Stiphrolamyra diaxantha
Stiphrolamyra diaxantha är en tvåvingeart som först beskrevs av Hermann 1907.  Stiphrolamyra diaxantha ingår i släktet Stiphrolamyra och familjen rovflugor. Inga underarter finns listade i Catalogue of Life.